# World Championship Tennis Finals 1983
World Championship Tennis Finals 1983 byl třináctý ročník tenisového turnaje WCT Finals, pořádaný jako předposlední událost mužského okruhu World Championship Tennis. Probíhal mezi 26. dubnem až 1. květnem na koberci dallaské haly Reunion Arena.
Na turnaj s rozpočtem 300 000 dolarů se poprvé v jeho historii kvalifikovalo dvanáct nejlepších tenistů, namísto osmi, z předchozích akcí WCT 1983. Finále mělo stejné složení jako minulý ročník, ovšem s opačným výsledkem. Američan John McEnroe vytvořil pátou finálovou účastí v řadě nový rekord dallaské události. V dramatické pětisetové bitvě porazil Čecha Ivana Lendla, když závěrečné dvě sady rozhodly až tiebreaky. Připsal si tak třetí titul v probíhající sezóně a celkově osmdesátý šestý v kariéře.

## Finále

### Mužská dvouhra
- John McEnroe vs.  Ivan Lendl 6–2, 4–6, 6–3, 6–7, 7–6